# Fungus Rock

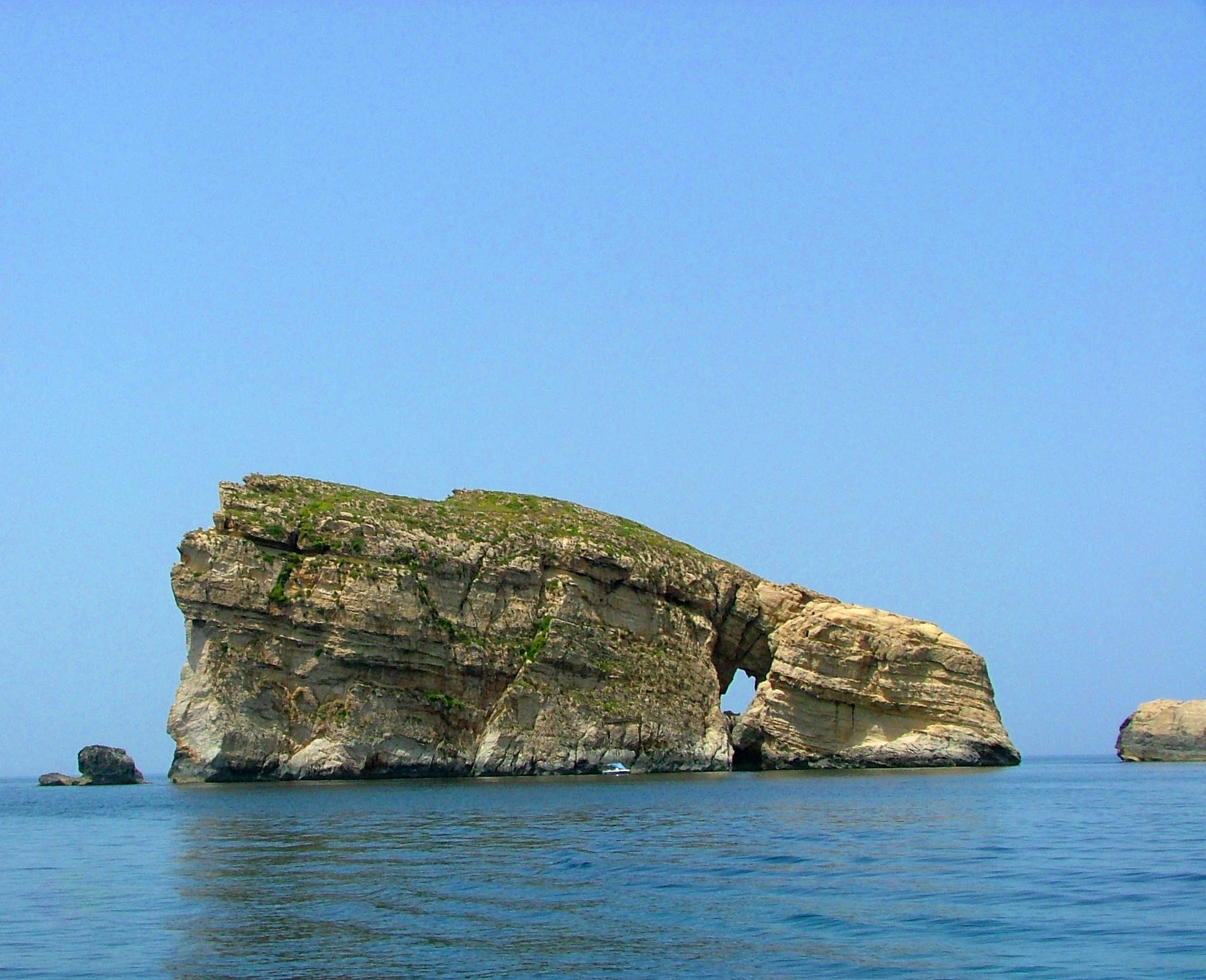
Fungus Rock

 Fungus Rock (Paddenstoelenrots), in het Maltees ook 'Il-Ġebla tal-Ġeneral' (Rots van de Generaal) genoemd, is een klein rotseiland van 60 meter hoog aan de ingang van de zwarte lagune "Dwejra Bay" nabij San Lawrenz, dat is gelegen op het eiland Gozo (Malta).
Een generaal van de Maltezer Orde ontdekte een zeldzame plant, de Fucus coccineus melitensis, die hij ten onrechte voor een paddenstoel hield, op de vlakke top van het eiland. Aan deze plant werd een medicinale werking toegekend, en de ridders gebruikten hem om wonden te stelpen en als een geneesmiddel voor dysenterie. Hij werd vaak als een kostbaar geschenk aan edele bezoekers van de eilanden gegeven. Grootmeester Pinto verklaarde de rots tot verboden gebied, en overtreders werden met drie jaar dienst als roeier op de galeien gestraft. Er werd ook een speciale kabellift geïnstalleerd om de plant te gaan plukken.
Later werd echter ontdekt dat deze inspanningen zinloos waren, aangezien de Fucus coccineus melitensis geen geneeskrachtige werking heeft. Op dit ogenblik is de rots een natuurreservaat, maar de kust eromheen is toegankelijk.

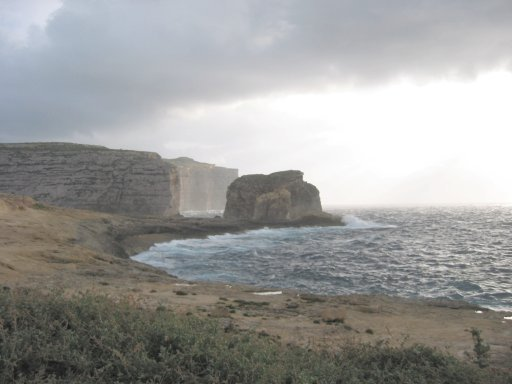
In het midden: Fungus Rock

Comino · Cominotto · Gozo · Filfla · Fungus Rock · Malta · Manoel Island · Islands of St. Paul